# Akademie des bayerischen Bäckerhandwerks

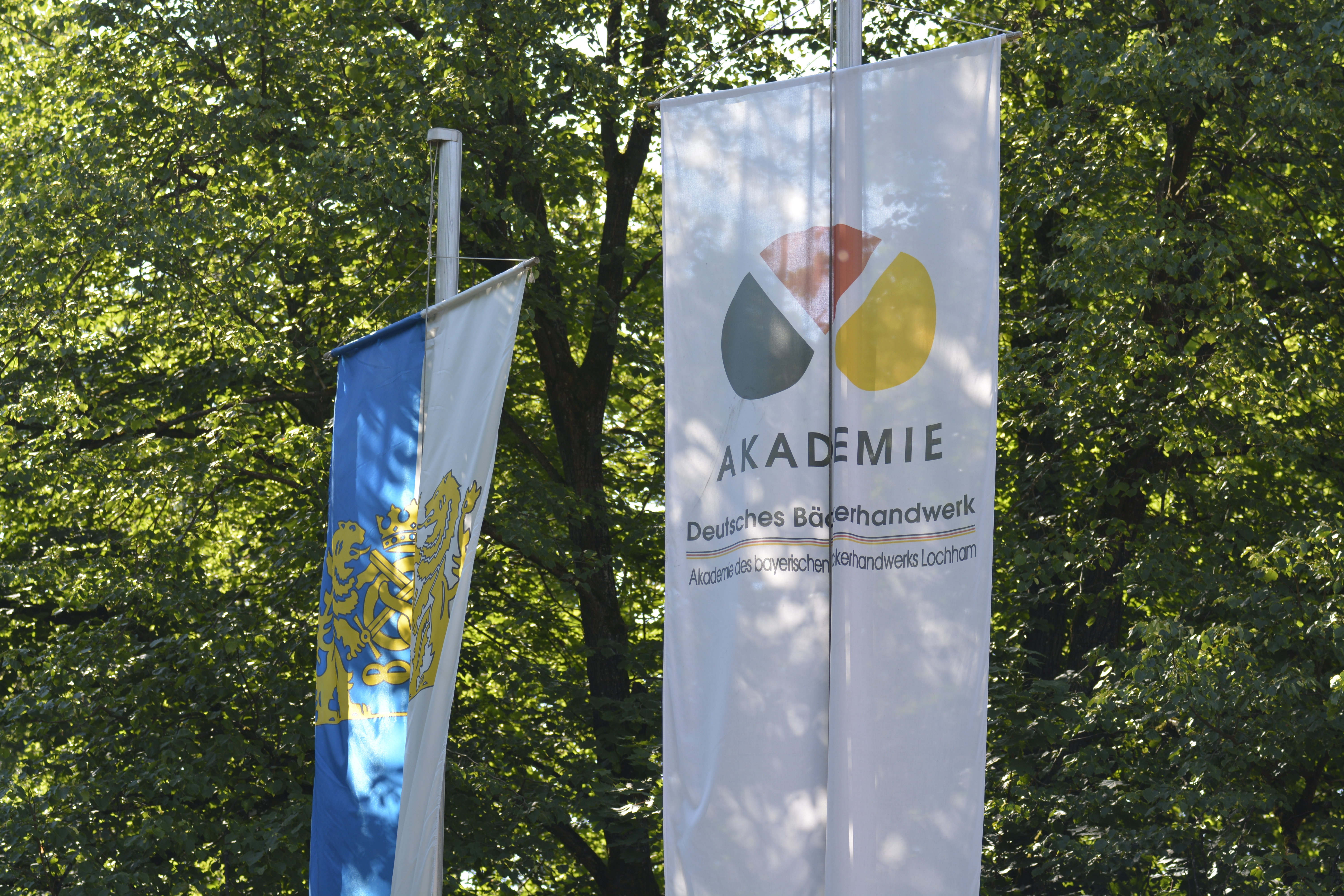
Akademie des bayerischen Bäckerhandwerks

Die Akademie des bayerischen Bäckerhandwerks ist eine staatlich anerkannte Meisterschule für Bäcker im Gräfelfinger Ortsteil Lochham. Träger ist der Landes-Innungsverband für das bayerische Bäckerhandwerk (München). Die Akademie ist Pionier der kombinierten Ausbildung, die die fachliche Meisterausbildung mit der unternehmerischen Qualifikation des Betriebswirts des Handwerks (BdH) verbindet.

## Geschichte

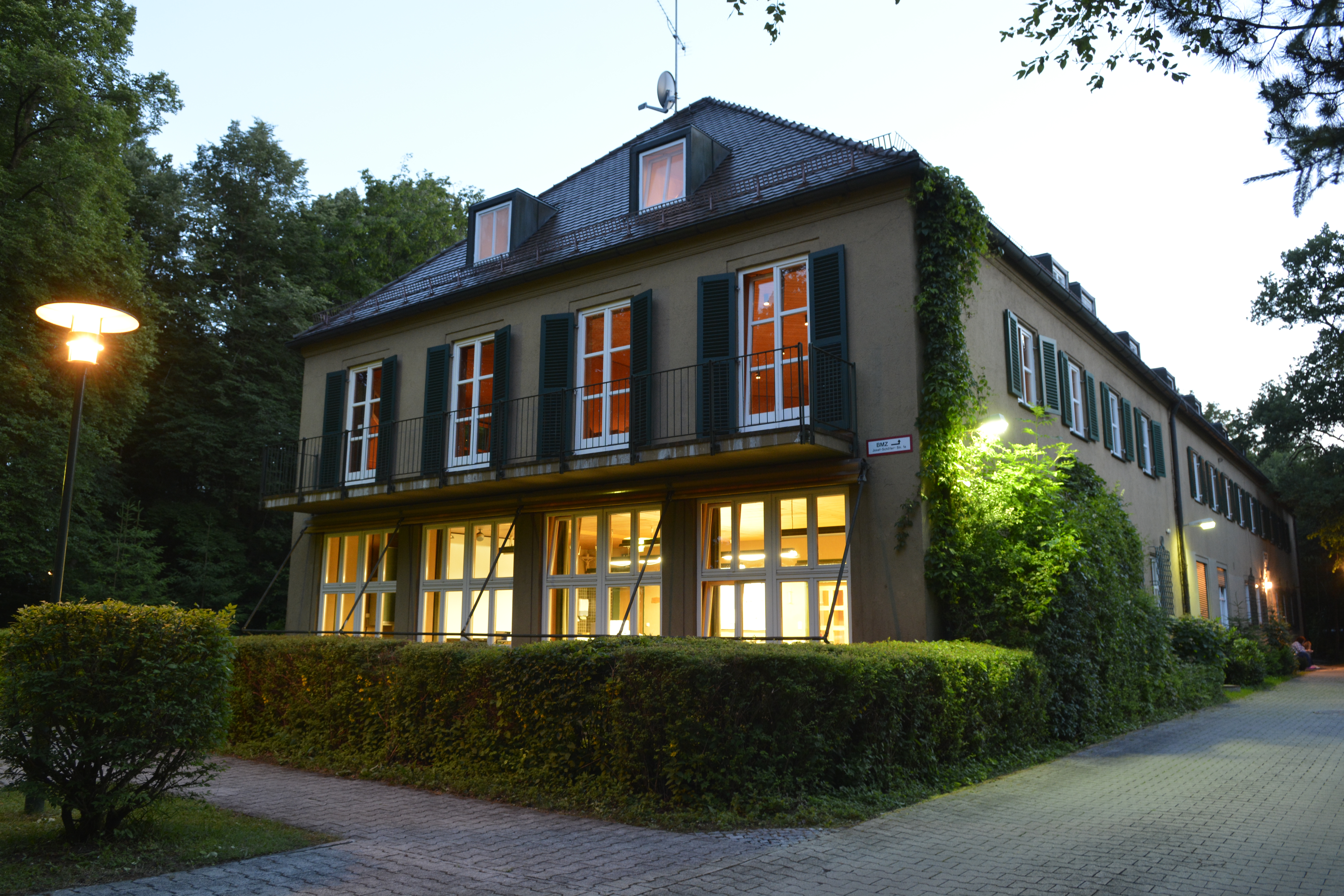
Außenansicht der Akademie in Lochham

Die Bayerische Bäckerfachschule bildet den Ursprung der Akademie, ihr Gründungsbeschluss wurde am 25. Januar 1949 im geschäftsführenden Vorstand des Landes-Innungsverbandes für das bayerische Bäckerhandwerk gefasst. Am 20. April 1949 wurde dieser Beschluss von der Obermeistertagung aller bayerischen Bäcker-Innungen gebilligt. Der Baubeginn erfolgte in der ersten Märzwoche des Jahres 1950. Die Grundsteinlegung fand am Mittwoch, den 12. April 1950 im Beisein des Münchner Oberbürgermeisters a. D. und Bäckermeisters Karl Scharnagl statt. Am 22. Juni war Hebweihfeier. Die offizielle Einweihungsfeier fand am 14. März 1951 statt und der erste Meistervorbereitungskurs begann am 2. April 1951 mit 32 Kursteilnehmern. Die Gebühr für diesen achtwöchigen Kurs betrug damals 430 DM. Die Unterbringung der Kursteilnehmer erfolgte im benachbarten Waldheim, welches Anfang des Jahrhunderts erbaut wurde und als Ferienaufenthalt für die Kinder der Berufsangehörigen des Münchner Bäckerhandwerks und auch als Erholungsstätte für die Berufskollegen diente.

## Philosophie
Statt der dozierenden Lehrweise wird ein erarbeitendes Lehrverfahren angewandt, das die Teilnehmer zu selbstständiger Mitarbeit anregen soll. Dazu gehört vor Beginn der Ausbildung das Erstellen von Profilen, Aufzeigen von Chancen und Prüfen von Fachkenntnis und persönlicher Eignung. Es besteht eine feste Gruppensystematik, das heißt, dass 24 Schüler in drei Gruppen mit gezielter Sitzplatzvergabe aufgeteilt werden. Jeder Schüler bekommt entsprechend seinem Profil einen Lehr-Paten, der ihm während der Ausbildung beratend zur Seite steht.

## Organisation und Ausstattung
Unterrichtet werden die Schüler in Theorie und Praxis von an der Akademie ansässigen Fachlehrern. Neben den drei bis vier Stammlehrern werden Gastreferenten eingesetzt, die Spezialwissen vermitteln. Aktuell beschäftigt Lochham zwischen 15 und 20 „Fremdreferenten“.
Lochham hat neben drei Lehrbackstuben, drei Schulungs- und Unterrichtsräumen und einem IT-Schulungsraum mit Computer ein hauseigenes Labor. Im Haus befinden sich die Kantine mit 48 Sitzplätzen, zwei Aufenthaltsräume und 22 Zimmer mit 40 Betten.

## Aus- und Weiterbildung
Zur Aus- und Weiterbildung der Akademie zählen die Ausbildung Betriebswirt des Handwerks, Ernährungsberater oder Filialmanager im Bäckerhandwerk. Zudem werden Seminare zu Themen des Bäckerhandwerks angeboten:
- Moderne Sauerteigführungen
- Eigenherstellung von Massen, Teigen und Füllungen
- Backen mit Urgetreidearten
- Spezialseminare zur Optimierung der Produktqualität
- Modernes Filialmanagement
- Kaffee-Kompetenz-Schulungen
- Mentalitätsorientierte Personalführung

### Meisterkurse
24 Teilnehmer werden über eine Zeit von 25 Wochen auf die Meisterprüfung vorbereitet. Seit Herbst 1999 wird die Meisterausbildung mit der Weiterbildung zum Betriebswirt des Handwerks kombiniert. Dies bedeutete eine Erweiterung der bis dahin gut 800 Stunden Meisterkurs um 500 Stunden spezielle Unternehmerschulung. Von diesen zusätzlichen 500 Stunden werden 250 Stunden in Lochham unterrichtet, die übrigen 250 Stunden in der Akademie für Unternehmensführung der Handwerkskammer für München und Oberbayern. 5.000 Meisterschüler haben an der Akademie ihre Ausbildung abgeschlossen.
An zweiter Stelle der Frequentierungsliste liegen die Lehrgänge der überbetrieblichen Lehrlingsunterweisung, gefolgt von den fachpraktischen Kursen, den Verkaufsseminaren und den betriebswirtschaftlichen Kursen.

### Fachpraktische und betriebswirtschaftliche Seminare
Neben den Meistervorbereitungskursen werden fachpraktische und verkaufstechnische Seminare durchgeführt. In den Anfangsjahren waren dies entsprechend der Nachfrageentwicklung vorwiegend Feinbacklehrgänge. In der zweiten Hälfte der 1960er Jahre kamen dann die sogenannten Lehrlingswochen für Bäckerlehrlinge und später auch für Fachverkäufer-Lehrlinge hinzu. Daneben wurden Seminare für Fachlehrer veranstaltet. Eine Ergänzung fand der Kursplan mit Seminaren über Brotspezialitäten und Diätgebäcke. Seit Beginn der 1980er Jahre wurden die betriebswirtschaftlichen Seminare verstärkt in das Kursprogramm aufgenommen.

## Mitglied im ADB-Verbund
2006 war Lochham Gründungsmitglied der Akademie Deutsches Bäckerhandwerk (ADB-Verbund). Dabei handelt es sich um einen Verbund sämtlicher handwerkseigenen Fachschulen der Innungsverbände des Bäckerhandwerks in Deutschland. Zum ADB-Verbund zählen neben der Akademie des bayerischen Bäckerhandwerks Lochham folgende Bildungseinrichtungen:
- Akademie Deutsches Bäckerhandwerk Weinheim
- ADB Berlin-Brandenburg
- Badische Bäckerfachschule Karlsruhe
- ADB-Bäckerfachschule Hannover
- Erste Deutsche Bäckerfachschule Olpe
- Förderring des Hessischen Bäckerhandwerks
- Akademie Deutsches Bäckerhandwerk Sachsen e. V.
- Akademie des Württembergischen Bäckerhandwerks

Der ADB-Verbund wird durch die Akademie Deutsches Bäckerhandwerk Weinheim als Bundesakademie aller 16 Bäcker-Landesverbände koordiniert.